# جاكسون ارلي مارتينز
جاكسون ارلي مارتينز (بالبرتغالية: Jackson Coelho Silva‏) (23 مارس 1973 بكودو في البرازيل - ) هو لاعب كرة قدم برازيلي في مركز الوسط. شارك مع منتخب البرازيل لكرة القدم. أما مع النوادي، فقد لعب مع باوليستا ونادي أيه بي سي ونادي الإمارات ونادي إنترناسيونال ونادي بالميراس ونادي سبورت ريسيفه ونادي غاما ونادي غوياس ونادي فيتوريا ونادي كروزيرو ونادي كوريتيبا ونادي إيتوانو ونادي موجي ميريم وMaranhão Atlético Clube ‏ وكومرسيال ‏ ونادي سانتا كروز.

## روابط خارجية
- جاكسون ارلي مارتينز على موقع قاعدة بيانات كرة القدم.إي يو (الإنجليزية)
- جاكسون ارلي مارتينز على موقع ناشيونال فوتبول تيمز (الإنجليزية)
- جاكسون ارلي مارتينز على موقع Soccerway.com (الإنجليزية)
- جاكسون ارلي مارتينز على موقع عالم كرة القدم.نت (الإنجليزية)